# Jan Prassek
Jan Prassek, właśc. niem. Johannes Prassek (ur. 13 sierpnia 1911 w Hamburgu-Barmbeku, zm. 10 listopada 1943 w Hamburgu) – niemiecki ksiądz rzymskokatolicki, przeciwnik nazizmu, błogosławiony i męczennik Kościoła rzymskokatolickiego, jest jednym z czterech męczenników z Lubeki.

## Życiorys
Jego ojciec był murarzem pochodzącym ze śląskiej wsi Strachowice pod Raciborzem. Matka pochodziła z Meklemburgii i była protestantką nawróconą na katolicyzm.

### Lubeka
Jan Prassek rozpoczął pracę jako wikariusz w Wittenburgu, a od 1939 roku pracował w Lubece. Był człowiekiem otwartym i przyjaznym. W kazaniach nie krył odrazy do nazizmu i nie mógł się pogodzić z umiarkowanym poparciem, jakie przejawiają niemieccy biskupi w stosunku do reżimu hitlerowskiego. Na jego biurku stał portret kardynała Klemensa von Galen, przeciwnika nazizmu. 

### Język polski
Ks. Prassek poświęcał się w pracy duszpasterskiej również polskim robotnikom przymusowym, a języka polskiego nauczył się od swojego ojca i w seminarium. W wyniku prowokacji i donosu przez agenta Gestapo został aresztowany. 10 listopada 1943 został ścięty na gilotynie w więzieniu w Hamburgu.

## Proces beatyfikacyjny
1 lipca 2010 Benedykt XVI wyraził zgodę na ogłoszenie męczenników z Lubeki błogosławionymi. Aktu beatyfikacji dokonał kardynał Walter Kasper. Wraz z Janem Prasskiem zostali wyniesieni na ołtarze dwaj inni kapłani z Lubeki zgilotynowani wraz z nim: Edward Muller  i Hermann Lange.
Uroczystości odbyły się w Kościele Parafialnym Najświętszego Serca Pana Jezusa w Lubece.

## Galeria

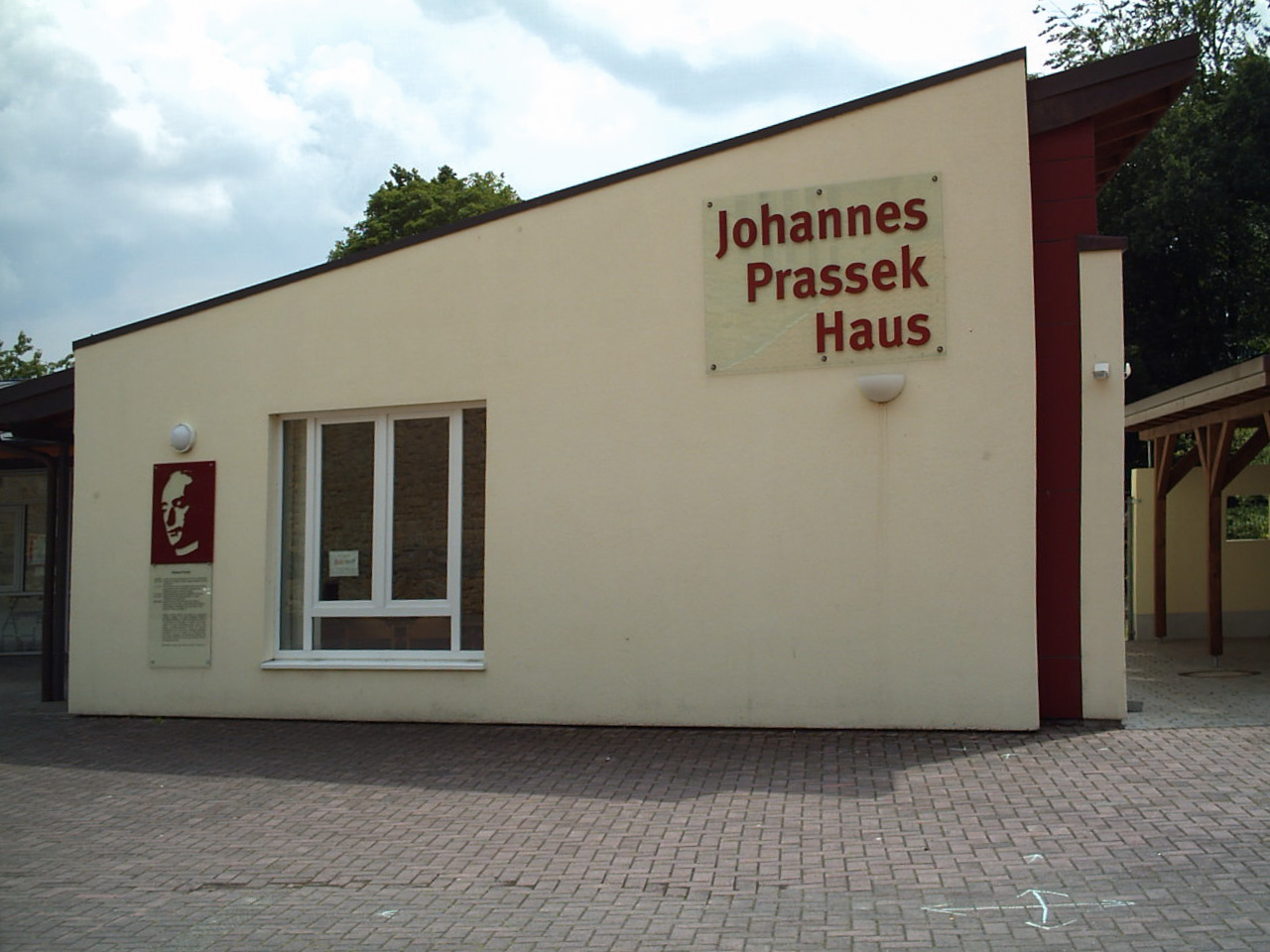
Dom Jana Prasska w Osnabrücku.
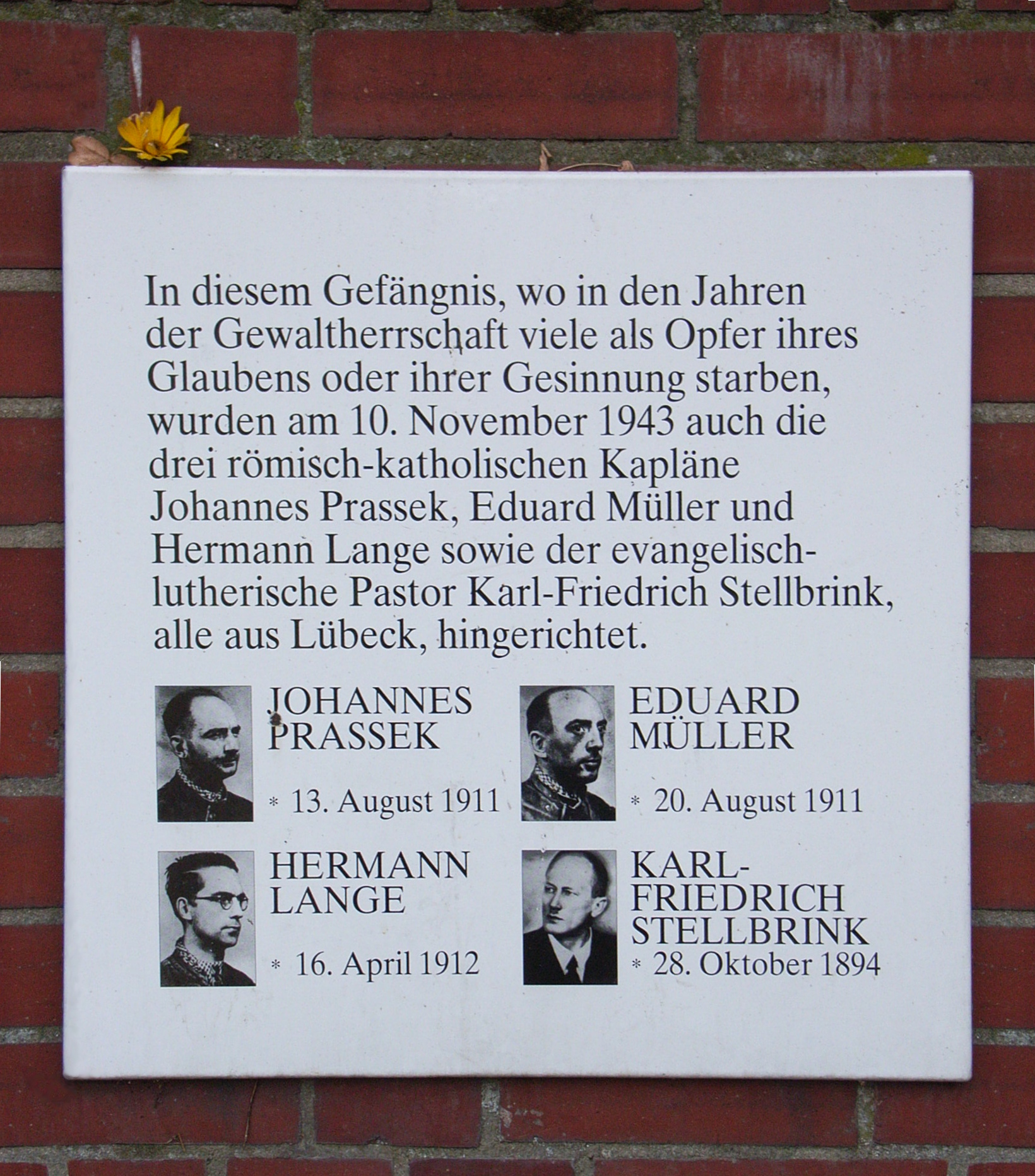
Tablica pamiątkowa czterech lubeckich męczenników; wśród nich Johannes Prassek.